# Sparganothina costaricana
Espèce
Sparganothina costaricana est une espèce de papillons de nuit de la famille des Tortricidae.

## Répartition et habitat
Sparganothina costaricana est décrite du Costa Rica.

## Taxinomie
L'espèce Sparganothina costaricana est décrite par Bernard Landry en 2001.